# マツダ・シャンテ
シャンテ（Chantez）は、東洋工業（現・マツダ）がかつて製造した軽自動車である。

## 概要
マツダは1960年発売のR360クーペで軽乗用車市場に参入、続いて本格的な4人乗り軽乗用車のキャロルを1962年に発売し、軽乗用車初の4ドアモデルを投入するなどの戦略で、1960年代中期までは一時的に軽乗用車市場の有力メーカーであった。
しかしその後ロータリーエンジン搭載の登録車（小型乗用車）に重点を置いた開発・販売戦略を採ったため、キャロルは軽乗用車分野で他社の高性能な後発モデルに対する優位性を失い、モデルチェンジの機をも逸したまま販売不振に陥って1970年で生産を終えた。
キャロルの衰退と生産終了によるマツダの軽乗用車市場での失地を奪回するための製品がシャンテであった。その切り札として当初シャンテにはシングルローターのロータリーエンジンが搭載される計画だったが、キャロル末期型での試みに引き続き、技術面での困難さと、監督官庁および軽自動車業界他社に軽自動車へのロータリーエンジン採用阻害の動きがあり、目論見は頓挫した。
このため実際には商用車ポーターキャブ用の空冷2気筒2ストロークエンジンを水冷化・高性能化したエンジンが採用された。車両重量490kgに対し、最大出力35PS/6,500rpmを得ており、実用面での性能は確保されていた。このエンジンは、オートバイ業界から1960年代中期に撤退したブリヂストンサイクル出身のエンジン技術者によって開発されたもので、4ストロークエンジンが主流を占めた歴代マツダ製レシプロエンジン中でも、数少ない2ストロークエンジンである。
シャンテの構造的特徴は、R360やキャロルのリアエンジン・全輪独立懸架を廃し、後車軸をコストダウンの利くシンプルなリーフスプリングによる固定軸とした、手堅いフロントエンジン・リアドライブを採用したことにある。ボディタイプはキャロルと異なり2ドアのみだったが、当時の軽乗用車最長であるホイールベース2,200mmを実現しており、競合他車に比べると室内は広く、運転席の足下もゆとりがあり、160mmのスライドが可能なシートや自然な配置のペダルの評価は高かった。またリアシートバックは前方可倒式で、軽乗用車クラス最大級のラゲッジルームを得ており、現在では当たり前となった左右別々にリアシートバックを倒すことが出来る機構を備えるなど、実用性に長けていた。カーステレオや吊り下げ式クーラーは同時期の競合各車同様にオプション扱いで装備可能となっていた。
しかし、1973年に入り軽自動車についても自動車排出ガス規制への対処や車検制度の義務化、新たな保安基準などによって法規制が強化されると、それまで有利だった小型乗用車との価格差が縮まったことで、軽乗用車市場自体が斜陽化するようになった。
更にこの頃になると競合他社が従来の2ドアセダンに加えて4ドアセダンの設定やバンモデルの設定を追加するなど商品訴求力・展開力を高めていたにも拘わらず、シャンテは旧態依然の2ドアセダンのみの設定であったことから販売不振がつづくようになった。
マツダは、この逆風をシングルローターの3A型ロータリーエンジンによって巻き返しを狙っていたものの、石油危機で顕在化した、ロータリーエンジンの燃費不良問題対処という厳しい課題も突きつけられたことから、軽乗用車市場からの撤退を決定（その後復帰）、シャンテは360ccのまま販売を終了することになり、以後マツダのブランドによる軽乗用車は1989年に2代目キャロル（オートザム・キャロル）が登場するまで市場から消えることになった。
なお、軽トラックのポーターキャブについては生産が継続しており、1976年における軽自動車の550ccへの規格向上に際しては三菱自工製
2G23型4ストローク2気筒SOHC「バルカンS」エンジンの調達を受けて1988年まで販売された。

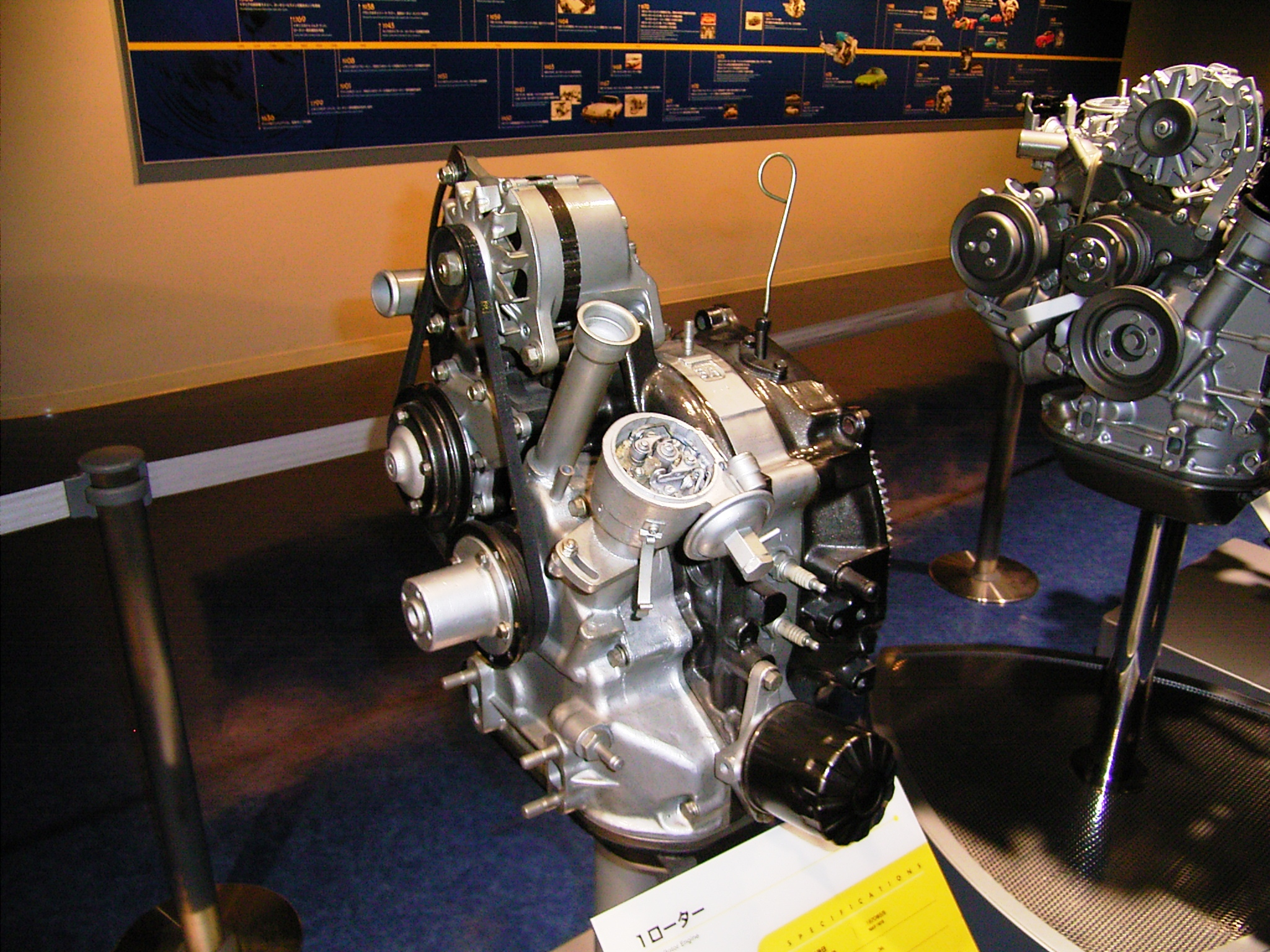
搭載されなかったシングルローターの3A型ロータリーエンジン
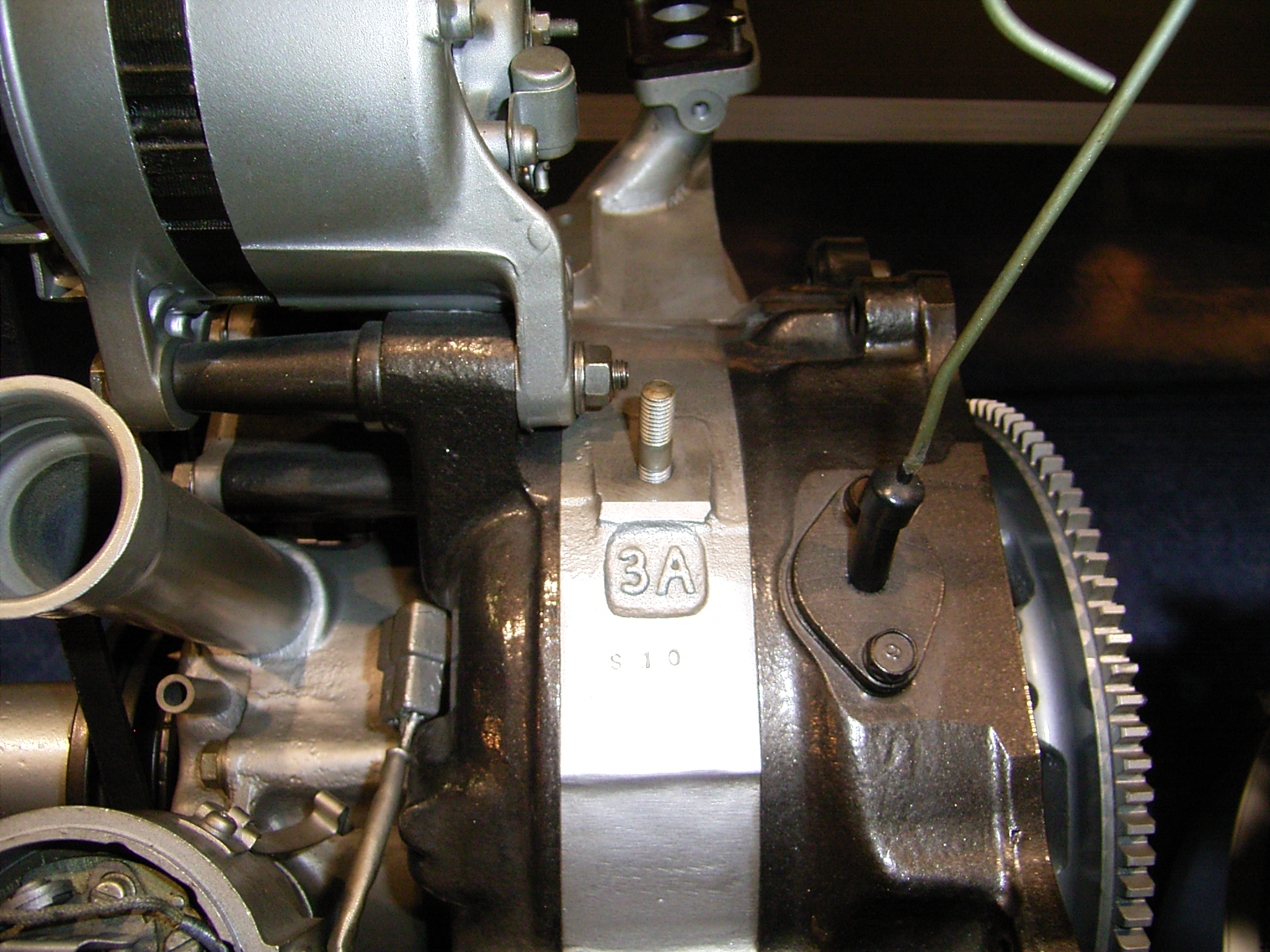
型式を拡大

## 型式 KMAA型（1972年-1976年）
- 1972年7月 - 1970年に生産を中止した初代キャロルの後継車として発売。
- 1974年4月 - 一部改良。これに伴い全車、合わせホイールの標準装着が廃止される。
- 1975年1月 - 黄色ナンバー対応の改良を実施。このためリアトランクリッドに装着されていた樹脂製ライセンスプレート用ガーニッシュが廃止された。
- 1976年4月 - 販売終了。

## グレード構成
出典:デアゴスティーニジャパン 週刊日本の名車第38号16ページ。
1972年7月発売

## チューニングカー

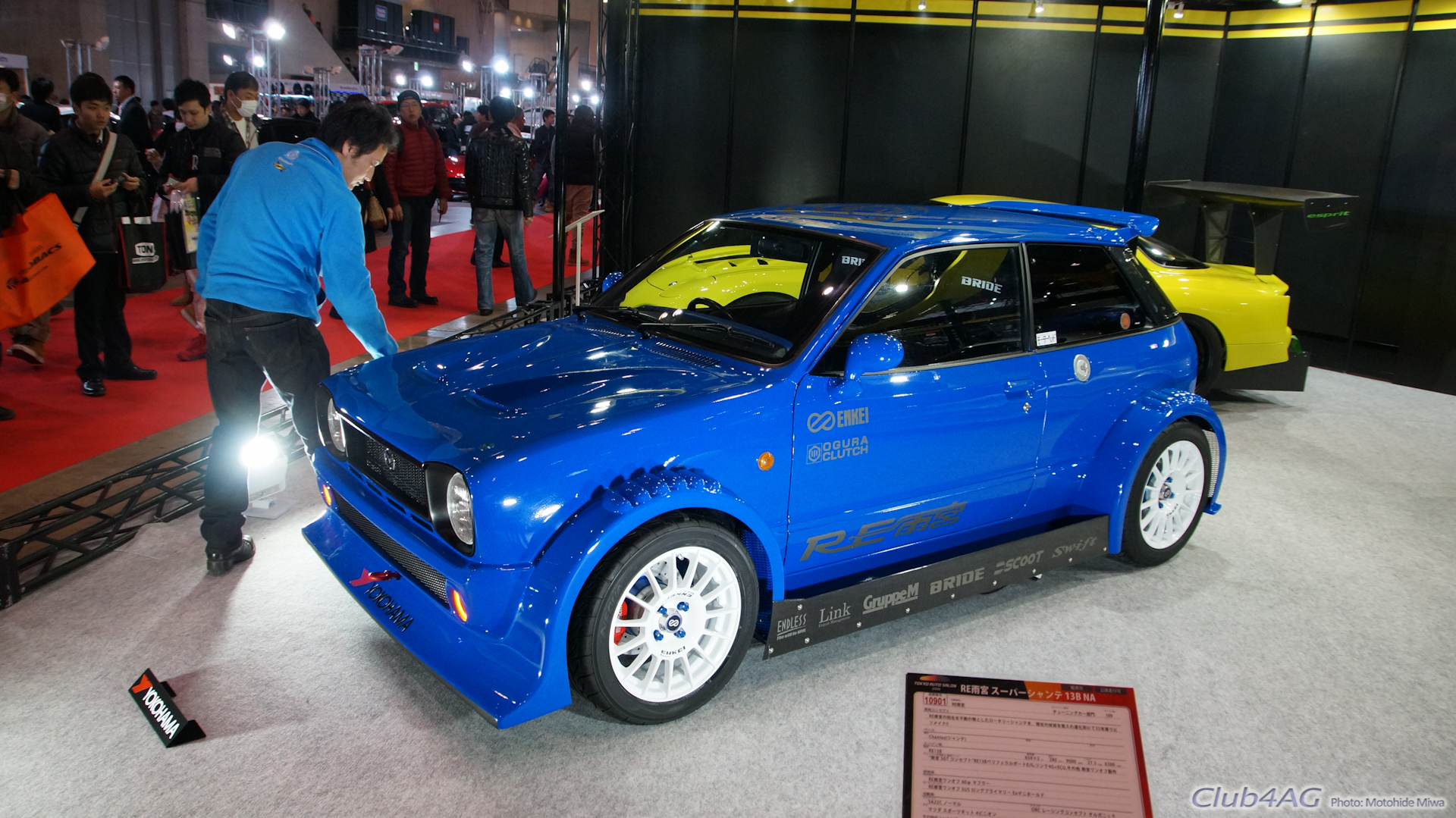
RE雨宮・スーパーシャンテ 13BNA

RE雨宮が当時のキャロルロータリーエンジン化（当初はキャロルとして販売する予定であった）の発売頓挫からのオマージュなのかRX-7用エンジンを移植したチューニングカー、「REシャンテ」を発表したこともある。最終的にはK26タービン（Howden製）を使用した12A型2ローターターボエンジンへ換装されている。最高速度は229km/hに達し、東名高速道路をサーキットに見立てた所謂「東名レース」（勿論違法）では、界隈で無敵を誇っていたポルシェ911（930ターボ）を追いかけまわしていたという伝説がある。また2016年には「スーパーシャンテ 13BNA」として自然吸気の13B-REを搭載して35年ぶりにRE換装シャンテを発表した。

## 車名の由来
フランス語で「歌う」「歌おう」といった意味。